# Павловский район (Краснодарский край)
Павловский район — административно-территориальная единица и муниципальное образование (муниципальный район) в Краснодарском крае России.
Административный центр — станица Павловская.

## География
Район находится на расстоянии 140 км от краевого центра и расположен в северной степной части Краснодарского края на Кубано-Приазовской равнине, имеет равнинный рельеф, пересекаемый сетью степных рек Приазовья. Средняя отметка над уровнем моря составляет примерно 50 м. В то же время район располагает рядом искусственных прудов с общим водным зеркалом в 384 гектара. Площадь Павловского района равна 1788,8 км². В районе проживает 69,3 тыс. человек более 53 национальностей. Районный центр — станица Павловская.
Павловский район — единственный район Краснодарского края, через территорию которого проходят две федеральные автомобильные дороги: «Дон», направление Москва-Новороссийск и «Кавказ» — Ростов-на-Дону—Баку. С севера на юг по району проходит полотно Северо-Кавказской железной дороги. Район равноудален (140 км) от крупных городов Южного федерального округа: Краснодара, Ростова-на-Дону и портового города Ейска.

## История
- Район был образован 2 июня 1924 года в составе Кубанского округа Юго-Восточной области. В его состав вошла часть территории упраздненного Ейского отдела Кубано-Черноморской области. Первоначально район включал в себя 11 сельских советов: Атаманский, Веселый, Екатериновский, Курчанский, Незамаевский, Новомихайловский, Новопетровский, Новопластуновский, Павловский, Старолеушковсий, Упорненский.
- С 16 ноября 1924 года район в составе Северо-Кавказского края.
- 11 февраля 1927 года в состав района вошла часть территории упраздненного Уманского района.
- С 10 января 1934 года район в составе Азово-Черноморского края.
- 31 декабря 1934 года в результате разукрупнения из части территории района были выделены: Крыловский, Ленинградский, Незамаевский, Новолеушковский и Сталинский (центр — станица Крыловская) районы.
- С 13 сентября 1937 года Павловский район в составе Краснодарского края.
- 4 мая 1941 года в состав района вошел Веселый сельсовет упраздненного Незамаевского района.
- 22 августа 1953 года Новолеушковский район полностью передан в состав Павловского района.
- 1 февраля 1963 года был образован Павловский сельский район[5].
- 11 февраля 1963 года в состав район вошли территории упраздненных Крыловского и Ленинградского районов.
- 3 марта 1964 года Ленинградский район был восстановлен в прежних границах.
- 5 апреля 1978 года из части территории района был выделен Крыловский район.
- В 1993 году была прекращена деятельность сельских Советов, территории сельских администраций преобразованы в сельские округа.
- В 2005 году в муниципальном районе в границах сельских округов были образованы 11 сельских поселений.

## Население
| 1939    | 1959    | 1970    | 1979    | 1989    | 2002    | 2006    | 2010    | 2011    |
| ------- | ------- | ------- | ------- | ------- | ------- | ------- | ------- | ------- |
| 27 594  | ↗59 107 | ↗97 795 | ↘65 370 | ↘63 949 | ↗68 470 | ↘68 188 | ↘67 521 | ↘67 503 |
| 2012    | 2013    | 2014    | 2015    | 2016    | 2017    | 2018    | 2019    | 2020    |
| ↗67 515 | ↘67 501 | ↘67 421 | ↘67 132 | ↘66 855 | ↗66 892 | ↘66 515 | ↘65 842 | ↘65 085 |
| 2021    | 2023    | 2024    | 2025    |         |         |         |         |         |
| ↘62 700 | ↘61 146 | ↘60 588 | ↘60 111 |         |         |         |         |         |

Население района на 01.01.2006 года составило 68 188 человек, все — сельские жители. Среди всего населения мужчины составляют — 46,3 %, женщины — 53,7 %. Женского населения фертильного возраста — 17403 человека (47,5 % от общей численности женщин). Дети от 0 до 17 лет — 14225 человек (20,9 % всего населения), взрослых — 53963 человека (78,5 %). В общей численности населения 39973 (58,6 %) — лица трудоспособного возраста, 23,8 % — пенсионеры.
Национальный состав
По итогам переписи населения 2020 года проживали следующие национальности (национальности менее 0,1 % и другое см. в сноске к строке «Другие»):
| Национальность | Численность, чел. | Доля     |
| -------------- | ----------------- | -------- |
| Русские        | 60 950            | 97,21 %  |
| Армяне         | 488               | 0,78 %   |
| Украинцы       | 226               | 0,36 %   |
| Азербайджанцы  | 134               | 0,21 %   |
| Другие         | 902               | 1,44 %   |
| Итого          | 62 700            | 100,00 % |

## Административно-муниципальное устройство
В рамках административно-территориального устройства края, Павловский район включает 11 сельских округов.
В рамках организации местного самоуправления в Павловский район входят 11 муниципальных образований нижнего уровня со статусом сельских поселений:
| №  | Муниципальное образование            | Административный центр    | Количество населённых пунктов | Население (чел.) | Площадь (км²) |
| -- | ------------------------------------ | ------------------------- | ----------------------------- | ---------------- | ------------- |
| 1  | Атаманское сельское поселение        | станица Атаманская        | 1                             | ↘3215            | 97,36         |
| 2  | Весёловское сельское поселение       | станица Весёлая           | 1                             | ↘1911            | 95,89         |
| 3  | Незамаевское сельское поселение      | станица Незамаевская      | 1                             | ↘2397            | 203,47        |
| 4  | Новолеушковское сельское поселение   | станица Новолеушковская   | 2                             | ↘6204            | 182,95        |
| 5  | Новопетровское сельское поселение    | станица Новопетровская    | 1                             | ↘1277            | 69,45         |
| 6  | Новопластуновское сельское поселение | станица Новопластуновская | 4                             | ↘3138            | 135,48        |
| 7  | Павловское сельское поселение        | станица Павловская        | 6                             | ↘30 779          | 370,63        |
| 8  | Северное сельское поселение          | посёлок Северный          | 3                             | ↘1856            | 129,75        |
| 9  | Среднечелбасское сельское поселение  | посёлок Октябрьский       | 6                             | ↘3681            | 216,10        |
| 10 | Старолеушковское сельское поселение  | станица Старолеушковская  | 2                             | ↘5756            | 220,95        |
| 11 | Упорненское сельское поселение       | хутор Упорный             | 2                             | ↘932             | 66,77         |

## Населённые пункты
В Павловском районе 29 населённых пунктов:
| №  | Населённый пункт   | Тип     | Население | Муниципальное образование            |
| -- | ------------------ | ------- | --------- | ------------------------------------ |
| 1  | Атаманская         | станица | ↘3215     | Атаманское сельское поселение        |
| 2  | Бальчанский        | хутор   | ↘215      | Новопластуновское сельское поселение |
| 3  | Бейсужек           | хутор   | ↘211      | Среднечелбасское сельское поселение  |
| 4  | Весёлая            | станица | ↘1911     | Весёловское сельское поселение       |
| 5  | Весёлая Жизнь      | хутор   | ↘367      | Павловское сельское поселение        |
| 6  | Западный           | посёлок | ↘136      | Упорненское сельское поселение       |
| 7  | Краснопартизанское | село    | ↘1012     | Павловское сельское поселение        |
| 8  | Красный            | хутор   | ↘794      | Северное сельское поселение          |
| 9  | Ленинодар          | хутор   | ↘619      | Среднечелбасское сельское поселение  |
| 10 | Междуреченский     | хутор   | ↘603      | Новопластуновское сельское поселение |
| 11 | Набережный         | посёлок | ↘314      | Среднечелбасское сельское поселение  |
| 12 | Незамаевская       | станица | ↘2397     | Незамаевское сельское поселение      |
| 13 | Новолеушковская    | станица | ↘5998     | Новолеушковское сельское поселение   |
| 14 | Новопетровская     | станица | ↘1277     | Новопетровское сельское поселение    |
| 15 | Новопластуновская  | станица | ↘2290     | Новопластуновское сельское поселение |
| 16 | Новый              | хутор   | ↘263      | Павловское сельское поселение        |
| 17 | Новый Урал         | хутор   | ↗354      | Новопластуновское сельское поселение |
| 18 | Октябрьский        | посёлок | ↘1552     | Среднечелбасское сельское поселение  |
| 19 | Павловская         | станица | ↘29 514   | Павловское сельское поселение        |
| 20 | Первомайский       | хутор   | ↘363      | Новолеушковское сельское поселение   |
| 21 | Пушкина            | хутор   | ↗252      | Павловское сельское поселение        |
| 22 | Свободный          | посёлок | ↘134      | Северное сельское поселение          |
| 23 | Северный           | посёлок | ↗1190     | Северное сельское поселение          |
| 24 | Средний Челбас     | хутор   | ↘1069     | Среднечелбасское сельское поселение  |
| 25 | Старолеушковская   | станица | ↗5301     | Старолеушковское сельское поселение  |
| 26 | Украинская         | станица | ↘618      | Старолеушковское сельское поселение  |
| 27 | Упорный            | хутор   | ↘1046     | Упорненское сельское поселение       |
| 28 | Шевченко           | хутор   | ↗455      | Павловское сельское поселение        |
| 29 | Южный              | посёлок | ↘305      | Среднечелбасское сельское поселение  |

## Экономика

### Сельское хозяйство
Занимает лидирующие позиции в структуре отраслей экономики Павловского района. В данной отрасли осуществляют деятельность 11 крупных сельскохозяйственных предприятий, оснащенных современной сельскохозяйственной техникой и высококвалифицированными кадрами, 311 крестьянских (фермерских) хозяйств и более 25 тысяч личных подсобных хозяйств.
В животноводстве реализуется крупные инвестиционные проекты, способствующие дальнейшему развитию отрасли. Животноводческие комплексы ОАО Племзавод «За мир и труд» и СПК «Россия» располагают доильными залами на более 3600 голов дойного высокопродуктивного стада. В 2009 году в отрасли животноводство сохранена положительная динамика последних лет по всем основным показателям.
Поголовье крупного рогатого скота во всех категориях хозяйств на 1 января 2010 года составило 22734 голов, в том числе коров 8446. В крупных сельскохозяйственных предприятиях — 16652 голов, в том числе коров 6135 голов. Это выше аналогичного периода прошлого года на 326 голов. Увеличилось поголовье коров в ОАО ПЗ «За мир и труд» на 152 головы, в ЗАО «Путиловец Юг» на 140 голов. В личных подсобных хозяйствах содержится крупного рогатого скота 4962 голов, в том числе коров 1804.
На крупных предприятиях отрасли осуществляют трудовую деятельность около 5 тыс. человек. Это более 20 % от численности населения, занятого в экономике района.
Общая площадь сельскохозяйственных угодий составляет 149,5 тыс. га, из них пашня 146,9 тыс. га.
За 2010 год на всех предприятиях АПК был обеспечен стабильный рост заработной платы.
Производство зерна в районе является приоритетным направлением растениеводства. Зерновые культуры занимают до 62 % площадей от всего объёма севооборота. По итогам уборки урожая 2010 года наиболее рентабельными культурами являются: подсолнечник — уровень рентабельности 85 %, озимая пшеница — 28 %, кукуруза — 31 %.
В 2010 году в отрасли животноводство сохранена положительная динамика последних лет по всем основным показателям. В район ежегодно завозится улучшенное поголовье нетелей и телок из других регионов страны и из-за рубежа, что положительно сказывается на продуктивности дойного стада. В результате работы по улучшению поголовья КРС получены положительные результаты в производственных показателях за истекший год.
В целях сохранения накопленного потенциала и обеспечения эффективной работы на перспективу в отрасли уделяется большое внимание инвестиционной деятельности.

### Промышленность
Промышленный комплекс района представлен крупными предприятиями перерабатывающей и пищевой промышленности: ОАО «Павловский сахарный завод», ОАО "Мясокомбинат «Павловский», ООО консервный завод «Техада», ООО «Павловское райпо», ЗАО "Комбикормовый завод «Павловский» и другие предприятия, которые производят до 90 % общего объёма промышленной продукции района. Производство продовольственных товаров: сахара, хлебобулочных, кондитерских изделий, мяса, колбасных изделий, муки, растительного масла обеспечено за счет переработки собственной животноводческой и растениеводческой продукции, производимой в районе.
В районе проводится активная инвестиционная политика и администрация прилагает все усилия для создания положительного имиджа района, принимая активное участие в международных инвестиционных форумах, выставках и других презентационных мероприятиях, проводимых администрацией Краснодарского края.
На протяжении ряда лет одно из основных направлений в экономическом развитии муниципального образования Павловский район — это привлечение и освоение инвествложений. 2009 год, несмотря на финансовый кризис, был для нас успешным — прирост капитала составил 1,56 миллиарда рублей. Это позволило району занять восьмое место в краевом рейтинге по темпам роста инвестиций в основной капитал. Особо в этом направлении отличились несколько хозяйств: ООО «Виктория» — 171 миллион рублей, СПК «Россия» и ОПХ им. Калинина по 64 миллиона рублей, ОАО СХП «Новопластуновское» и ЗАО «Нива» по 63 миллиона рублей. Несомненным лидером здесь является ОАО ПЗ «За мир и труд». В экономическое развитие этого предприятия было вложено 765 миллионов рублей, в результате в прошлом году было завершено строительство современного животноводческого комплекса на 2400 дойных коров, а 47 местных жителя получили новую работу с достойным заработком.
Участие в VIII Международном инвестиционном форуме «Сочи-2009» принесло Павловскому району два крупных подписанных инвестсоглашения о сотрудничестве на общую сумму 3,3 миллиарда рублей. В районе уже реализуется уникальный даже по федеральным меркам проект строительства мясомолочного комплекса с законченным циклом выращивания и первичной переработки — ООО «Кубанский бекон». Не за горами строительство цеха по производству сэндвич-панелей, который будет реализовывать ЗАО «Мосстрой». В результате на территории района будет работать предприятие, выпускающее 20 тысяч м² этого популярного стройматериала в месяц.
На форуме «Сочи-2010» павловчане подписали два соглашения о намерениях в сфере реализации инвестиционных проектов. Первое — трехстороннее соглашение между заместителем главы администрации Краснодарского края Е. В. Громыко, гендиректором ООО «Кубанский Бекон» О. В. Толстопятовой и главой Павловского района А. В. Мельниковым о строительстве молочно-товарной фермы на 2000 голов стада. Она будет оснащена современным доильным залом и оборудованием для хранения и охлаждения молока. Стоимость проекта — 476,8 млн рублей. После запуска МТФ появится 65 рабочих мест.
Второе соглашение о возведении придорожного комплекса заключено с директором ООО «ЕрКом» О. А. Еременко. Объект обойдется в 21 млн рублей и соединит в себе охраняемую автопарковку, автосервис, гостиницу, предприятие общественного питания, аптеку, парикмахерскую, детскую летнюю площадку. Новый комплекс должен трудоустроить 60 человек.
Строительный комплекс муниципального образования объединяет 34 предприятия общей численностью около одной тысячи человек, в том числе 7 крупных предприятий (ОАО «Павловское ДРСУ», ЗАО «Агропромстрой», ОАО «Строитель», ООО «Мосстрой-31 Юг», ООО «Новолеушковский завод строительных материалов»).
На сегодняшний день все строительно-монтажные и ремонтные работы в районе осуществляются собственными силами строительных организаций. Предприятия располагают всеми необходимыми техническими средствами для выполнения строительных работ различной сложности.

### Предпринимательство
По состоянию на 1 января 2011 года на территории района было зарегистрировано 3396 субъектов малого предпринимательства. Доля малого бизнеса в реальном секторе экономики района составляет 48 %.
Отраслевая структура малых предприятий по основным видам деятельности представлена следующим образом: сельское хозяйство — 23 %, обрабатывающие производства — 17 %, строительство — 11 %, оптовая и розничная торговля — 32 %, гостиницы и общественное питание — 2 %, транспорт и связь — 1 %, операции с недвижимым имуществом — 7 %, прочие — 7 %.
В рамках районной целевой программы «Поддержки малого предпринимательства на 2010—2012 годы» в 2010 году было освоено 317 тыс. рублей для изготовления бизнес-планов и раздаточного материала для субъектов малого предпринимательства.

### Инвестиционная деятельность
В сложившейся ситуации, преимущества могут быть у тех предприятий, которые рассматривают гибкую возможность технического перевооружения, выпуск новой конкурентоспособной продукции, активную реализацию инвестиционных проектов.
В 2010 году объём инвестиций за счет всех источников финансирования составил 1169 млн рублей (по крупным и средним предприятиям), что составляет 74,8 % к уровню 2009 года. Объём инвестиций в основной капитал (за исключением бюджетных инвестиций) в расчете на одного жителя в 2010 составил 6398,6 рублей.
В 2009 году начата реализация крупнейшего инвестиционного проекта ООО «Кубанский Бекон», которое осуществляет строительство свиноводческого комплекса с законченным циклом выращивания и первичной переработке продукции. Реализация этого проекта будет способствовать развитию в районе мясомолочного животноводства, свиноводства, комбикормового производства, первичной переработки мясной продукции, а также переработке молока. Общий объём инвестиций составит 3,2 млрд рублей.
Также ООО «Кубанский Бекон» приступит к строительству молочно-товарной фермы на 2000 голов КРС. Общий объём инвестиций составит 476,8 млн рублей.
Проведены переговоры и начато проектирование по реконструкции ОАО «Павловский молочный завод», ЗАО Комбикормовый завод «Павловский» и строительству убойного цеха.
На территории района построен и сдан в эксплуатацию животноводческий комплекс с общим поголовьем 4348 голов, в том числе 2000 голов коров (ОАО ПЗ «За мир и труд»). Ферма работает в замкнутом цикле. Технология очистки и утилизации навоза используется самая современная. Объём инвестиций в 2010 году составил 430 млн рублей. Животноводческий комплекс расположен на площади 43 гектара. Рабочими местами дополнительно обеспечен 91 человек.
ОАО Мясокомбинат «Павловский» произвело полную реконструкцию с заменой технологического оборудования. Общий объём инвестиций — 584 млн рублей.
Грамотно составленные инвестиционные проекты и предложения, динамичное социально-экономическое развитие и соответствующая современным требованиям инфраструктура — залог положительного инвестиционного климата района.

## Социальная сфера
Достойное развитие в Павловском районе получила и социальная сфера. В состав муниципального учреждения здравоохранения Центральная районная больница входят: 6 участковых больниц, 2 врачебные амбулатории, 16 фельдшерско-акушерских пунктов. Благодаря успешной реализации национального проекта «Здравоохранение» в районе значительно улучшилась материальная база учреждений здравоохранения и качество оказываемых услуг. Большое внимание уделяется детскому дошкольному и школьному образованию юных жителей района. В настоящее время действует 24 детских дошкольных учреждения, которые посещает более 2 тысяч малышей. В 22 школах района обучается более 7 тысяч детей.
На территории района действует филиал Кубанского государственного университета, Краснодарский торгово-технологический техникум Крайпотребсоюза, филиал Ростовского строительно-монтажного техникума, которые готовят квалифицированных специалистов по различным специальностям высшего и среднего профессионального образования.
Для организации досуга жителей района сформирована сеть из 53 учреждений культуры, из них 21 библиотека, 3 учреждения дополнительного образования детей (2 школы искусств и музыкальная школа), историко-краеведческий музей и 26 клубных учреждений.
Большое внимание в районе уделяется вопросам физического воспитания подрастающего поколения и тружеников района. В их распоряжении новый спортивный комплекс, 24 школьных спортивных зала, 2 стадиона, 16 футбольных полей, спортивные площадки, летний плавательный бассейн. В районе развиты такие виды спорта, как гандбол, баскетбол, легкая атлетика, футбол, волейбол, развиваются бокс, борьба и тяжелая атлетика. В районе имеется детско-юношеская спортивная школа. Регулярно проводятся спартакиады трудовых коллективов.
На территории района зарегистрированы и действуют 23 общественных объединения. Активно работают ветеранские организации, районное казачье общество, молодёжные организации.
В состав муниципального учреждения здравоохранения «Центральная районная больница муниципального образования Павловский район» входят:
- Центральная районная больница со взрослой и детской поликлиниками;
- 5 участковых больниц;
- 3 врачебных амбулаторий;
- 16 фельдшерско-акушерских пунктов;
- МУЗ «Павловская стоматологическая поликлиника».

За 2010 год стационарную помощь получили 17,1 тыс. жителей района, выполнено 611 тыс. амбулаторных посещений к врачам, это 9 посещений на каждого жителя района.
За 2010 год в районе родилось 741 ребёнок. Число умерших составило 1007 человек. Продолжается тенденция превышения смертности над рождаемостью.
По состоянию на 1 января 2011 года утверждено: врачей — 193 ставок, из них 61 имеют квалификационные категории. 132 врачей имеют сертификаты.
Показатель смертности лиц в возрасте до 65 лет на дому в 2010 году составил 159 на 100 тыс. населения (в 2009 году — 198).
В перспективе на 2011 −2013 годы предусмотрено снижение этого показателя до 157 на 100 тыс. населения, за счет улучшения качества оказания медицинской помощи участковой службой.
В 2010 году показатель случаев смерти лиц в возрасте до 65 лет в первые сутки в стационаре — 15,8 на 100 тыс. населения. К снижению данных показателей привело улучшение качества оказания медицинской помощи населению участковой службой, организация неотложной помощи в поликлинике районной больницы, правильное оказание помощи больным в приемном отделении МУЗ ЦРБ, направление больных в первые часы заболевания в центр грудной хирургии г. Краснодара. В ближайшие три года планируется продолжить работу по снижению данных показателей.
Число работающих в муниципальных учреждениях здравоохранения в расчете на 10 000 человек населения на конец 2010 года сложился в размере 159,4. Низким остается показатель обеспеченности врачами — 19,9 на 10 000 населения; показатель обеспеченности средним медицинским персоналом — 71,1 на 10 000 населения.

### Дошкольное образование
Сеть дошкольных образовательных учреждений состоит из 26 дошкольных образовательных учреждений, рассчитанных на 2255 мест.
Доля детей в возрасте от 3 до 7 лет, получающих дошкольную образовательную услугу или услугу по их содержанию в организациях различной организационно-правовой формы и формы собственности, в общей численности детей от 3 до 7 лет по муниципальному образованию Павловский район составляет 78 %.
К 2012 году планируется доля детей в возрасте от 5 до 7 лет, получающих дошкольные образовательные услуги, в среднем по муниципальному образованию достигнет 86 % (за счет развития групп предшкольной подготовки детей и групп семейного воспитания).

### Общее образование
Система образования Павловского района включает в себя 50 муниципальных образовательных учреждений с общим количеством детей на конец 2010 года — 9320 . Из них 6924 обучаются в 21 общеобразовательной школе, 2396 детей воспитывается в 23 детских садах.
Увеличение сети ДОУ в МО Павловский район произошло за счет возвращения в систему дошкольного образования зданий детских садов, используемых не по целевому назначению, ранее перепрофилированных на не образовательные цели.
Для снятия напряженности в обеспечении детей услугами дошкольного образования в районе открыты 46 групп кратковременного пребывания и групп предшкольной подготовки на базе школ, центров дополнительного образования и детских садов, которые посещают 320 детей в режиме трехчасового пребывания в учреждении, без питания. В результате проведенных мероприятий охват детей дошкольного возраста, посещающих образовательные учреждения, реализующие программы дошкольного образования с учетом групп кратковременного пребывания и групп предшкольной подготовки составляет на 1 января 2011 года 71,3 %, что значительно выше среднекраевого показателя (63 %).
Павловский район по итогам единого государственного экзамена по пяти предметам (физика, информатика, история, обществознание, литература) попал в десятку лучших территорий края. В 2010 году по сравнению с прошлым годом показатель обученности выпускников 11-х классов по обязательным предметам (русский язык, математика) снизился на 2 %.
Перевод бюджетных общеобразовательных учреждений на нормативно-подушевое финансирование и новую (отраслевую) систему оплаты труда, ориентирован на результат.
На нормативно-подушевое финансирование, как и на новую систему оплаты труда, в 2009 году перешли все общеобразовательные школы (100 %) муниципального образования Павловский район.
Численность учащихся муниципальных общеобразовательных учреждений:
— приходящихся на одного работающего в общеобразовательных учреждениях — 5;
— приходящихся на одного учителя — 13;
— приходящихся на одного работающего в муниципальных общеобразовательных учреждениях (административно-управленческого, учебно-вспомогательного, младшего обслуживающего персонала, так же педагогических работников не осуществляющих учебный процесс — 11.
Средняя наполняемость классов — 19. Проведение оптимизации общеобразовательных учреждений приведет к повышению данного показа-теля.

### Физическая культура и спорт
В связи с увеличением количества спортивных сооружений, созданием спортивных клубов по месту жительства, открытия новых секций по видам спорта и увеличения количества проводимых спортивно-массовых и физкультурно-оздоровительных мероприятий, наблюдается рост населения, систематически занимающегося физической культурой и спортом в период с 2009 по 2010 год на 14,4 %. По этим же причинам прогнозируется ежегодный рост населения, систематически занимающегося физической культурой и спортом на 11 %. Также наблюдается ежегодная тенденция роста расходования бюджетных средств муниципального образования на оплату труда и начисления на оплату труда.

### ЖКХ
В 2011 году произведено уточнение реестра многоквартирных домов (МКД), в результате их количество выросло на 7 единиц, и составило 136 единиц. В результате проведенной работы доля МКД, выбравших непосредственный способ управления увеличилась в 2011 году на 3,9 % по сравнению с 2010 годом. В 2012—2013 годах планируется уменьшение данного показателя за счет выбора собственниками жилья других более организованных форм управления домом.
По причине увеличения общего количества МКД в 2011 году произошло снижение показателя «Доля МКД, управляемых товариществами собственников жилья» (далее ТСЖ). Общее количество ТСЖ и МКД, управляемых ТСЖ не уменьшается, а увеличивается. В 2010 году в 12 МКД создано 10 ТСЖ. В 2012—2013 годах прогнозируется рост ТСЖ. Аналогичная ситуация с МКД, управляемыми управляющей организацией.

### Доходы населения
Активность в сфере материального производства обеспечила положительную динамику связанных с ним показателей уровня жизни: доходов населения, заработной платы.
Среднемесячная заработная плата в расчете на одного работающего составила 12080 рублей, что выше уровня прошлого года на 10,7 %.
Среднемесячная номинальная начисленная заработная плата работников крупных и средних предприятий в 2011 году составит 14241,4 рублей, или 110 % к уровню 2010 года.